# Miracolo eucaristico di Finca Betania

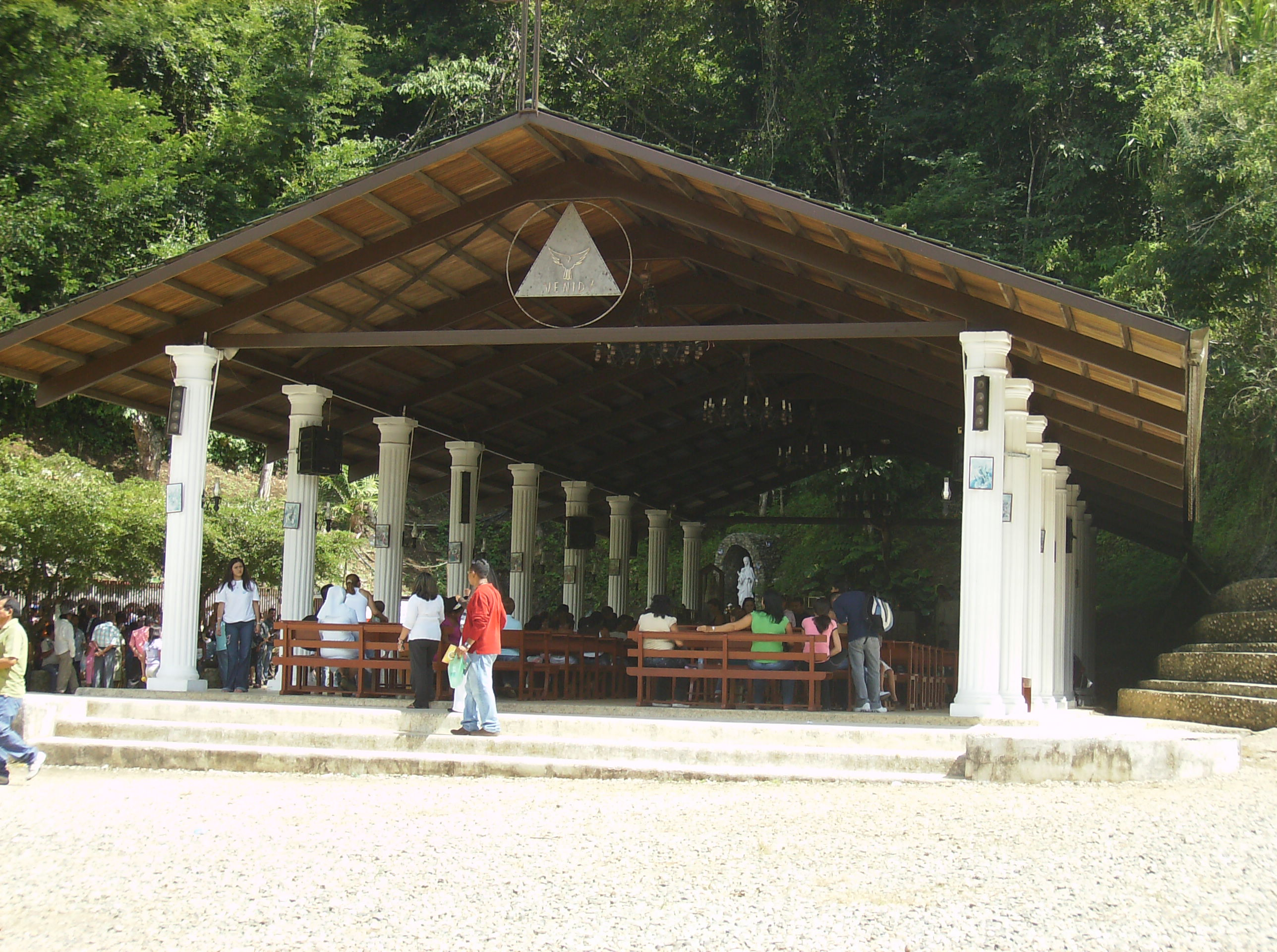
Il santuario mariano di Finca Betania

Il miracolo eucaristico di Finca Betania sarebbe accaduto nell'omonima località venezuelana l'8 dicembre 1991: durante una messa, un'ostia consacrata avrebbe cominciato a sanguinare.

## Storia
L'8 dicembre 1991, padre Otty Ossa Aristizábal stava celebrando la messa di mezzanotte nel santuario mariano di Finca Betania, presso la località venezuelana di Cúa. Dopo aver deposto sulla patena l'ostia, si accorse che dalla particola fuoriusciva un liquido simile a sangue, fenomeno constatato da numerosi fedeli. 
Riposta l'ostia in sagrestia, il mattino seguente padre Otty si accorse che il fenomeno proseguiva: il liquido cominciò poco dopo ad asciugarsi, ma ancora oggi appare come fresco. L'ostia è conservata attualmente nella cappella dedicata all'adorazione perpetua, nel convento delle suore agostiniane recollette del Sacro Cuore di Gesù a Los Teques, ed è oggetto di venerazione da parte di numerosi pellegrini provenienti da tutto il mondo.

## Gli esami
L'ostia consacrata fu sottoposta, presso il Dipartimento di Medicina Legale di Caracas, a esami voluti dall'allora vescovo di Los Teques, mons. Pio Bello Ricardo, e da essi risultò che il liquido esaminato era sangue umano del gruppo AB, cioè dello stesso tipo di quello trovato sulla Sindone di Torino e nel miracolo eucaristico di Lanciano.

## Il riconoscimento
Mons. Pio Bello Ricardo, preso atto dei risultati delle analisi di laboratorio, nel febbraio 1992 dichiarò miracoloso il fenomeno eucaristico.